# Xavier Maassen
Pour les articles homonymes, voir Maassen.
Xavier Maassen, né le 22 juin 1980 à Heerlen, est un pilote automobile néerlandais. Il compte notamment quatre participations aux 24 Heures du Mans, entre 2009 et 2015. En parallèle à sa carrière en endurance, il se spécialise dans le pilotage des Porsche 911 GT3 Cup (997),.

## Carrière
En 2004, il pilote une Dodge Viper aux 24 Heures de Spa, mais abandonne.
En 2014, il participe au championnat Porsche GT3 Cup Challenge Benelux ainsi qu'au championnat de Belgique de Grand Tourisme.
En octobre 2016, il est titularisé pour piloter la McLaren 650S GT3 du Team AAI en Asian Le Mans Series.
Le 15 juin 2017, au Mans, il obtient la pole position en Porsche GT3 Cup Challenge Benelux,.
En juillet 2018, toujours en Porsche GT3 Cup Challenge Benelux, il part de la pole et remporte la première course du week-end. Il subit une crevaison lors de la deuxième course. En août, il s'apprête à participer aux 24 Heures de Zolder avec la voiture qu'il pilote en Porsche GT3 Cup Challenge Benelux.

## Résultats aux 24 Heures du Mans
Résultats de Xavier Maassen aux 24 Heures du Mans, :
| Année | Equipe                | Voitures                  | Equipiers                       | Catégorie | Tours | Pos. | Cat. pos. |
| ----- | --------------------- | ------------------------- | ------------------------------- | --------- | ----- | ---- | --------- |
| 2009  | Luc Alphand Aventures | Chevrolet Corvette C6.R   | Julien Jousse Yann Clairay      | GT1       | 336   | 16e  | 2e        |
| 2010  | Luc Alphand Aventures | Chevrolet Corvette C6.R   | Julien Jousse Patrice Goueslard | GT1       | 238   | Abd. | Abd.      |
| 2011  | JMW Motorsport        | Ferrari 458 Italia GT2    | Rob Bell Tim Sugden             | GTE Pro   | 290   | 24e  | 9e        |
| 2015  | Team AAI              | Porsche 911 GT3 RSR (997) | Jun-San Chen Alex Kapadia       | GTE Am    | 316   | 37e  | 8e        |